# Nino Chavchavadze

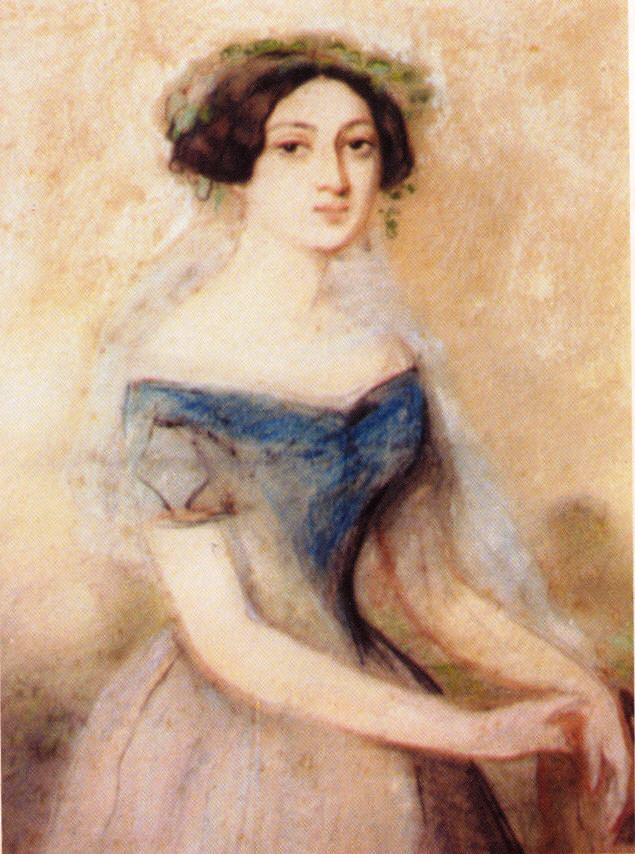
La princesa Nino Chavchavadze.

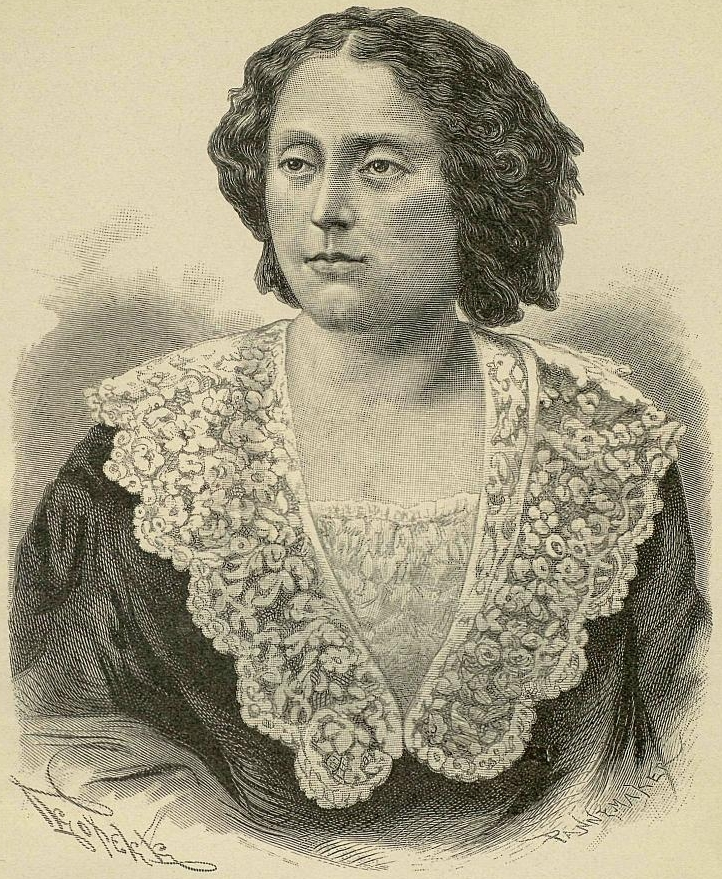
Nino Chavchavadze, en un grabado de 1886.

La princesa Nino Chavchavadze (también conocida como Nina Alexandrovna Griboyedova en ruso; 4 de noviembre de 1812  - 28 de junio de 1857) fue hija del famoso príncipe (kniaz, en georgiano: ნინო ჭავჭავაძე) Alejandro Chavchavadze y esposa del diplomático y dramaturgo Aleksandr Griboyédov.
Nino se crio en el palacio Tsinandali, en Georgia oriental, donde su padre escribía sus novelas históricas y poesía. Cuando Nino cumplió quince años, conoció al novelista y poeta ruso Aleksandr Griboyédov durante una de las fiestas ofrecidas por su padre en Tiflis. Griboyedov le propuso matrimonio poco después y se casaron en la catedral de Sioni el 22 de agosto de 1828. Más tarde en el mismo año, acompañó a su marido en su misión fatal a Persia, pero Nino se puso enferma y Griboyedov decidió dejarla recuperándose en Tabriz. Tras saber de la muerte de su marido en Teherán, el 30 de enero de 1829, Nino, embarazada de cinco meses, se puso de parto por la impresión y dio a luz un prematuro que pronto murió. De acuerdo con el testamento de Griboyedov, Nino lo reenterró en el Monte Mtatsminda, en Tiflis, y encargó una lápida con la inscripción en ruso: "Tu vida y tus logros serán recordados para siempre. Por qué mi amor aun te sobrevive?" Este epitafio también figura en la novela Ali y Nino de Kurban Said cuando la pareja protagonista visita la tumba en Tiflis.
Nunca se volvió a casar aunque, como viuda joven y bella, rechazó muchos pretendientes (incluyendo el prominente poeta y comandante militar georgiano, Grigol Orbeliani, que, inspirado por la pasión desesperada hacia Nino durante treinta años, también nunca se casó) lo que le valió la admiración general por su fidelidad a su memoria. Pasó la mayor parte de su vida en su residencia de Tsinandali, visitando frecuentemente Tiflis y a su hermana, Ekaterina, en Mingrelia.
Nino murió en 1857, y fue enterrada junto a Griboyedov. Junto a la lápida del mausoleo de Alexandr Griboyedov, se encuentra una estatua de Nino llorando por la muerte de su amado esposo.